# Capaci
Capaci es una localidad italiana situada en la ciudad metropolitana de Palermo, en Sicilia. Tiene una población estimada, a fines de diciembre de 2021, de 11 262 habitantes.

## Evolución demográfica
| Gráfica de evolución demográfica de Capaci entre 1861 y 2021 |
|                                                              |
| Fuente: ISTAT - Elaboración gráfica por parte de Wikipedia   |